# Jon Wynne-Tyson
Jon Wynne-Tyson (né le 6 juillet 1924 dans le Hampshire et mort le 26 mars 2020 dans le Sussex de l'Ouest) est un écrivain, éditeur, quaker, cryptarque et militant pacifiste et des droits des animaux et du végétarianisme anglais.

## Biographie
Il est le fils de l'actrice et écrivaine Esmé Wynne-Tyson (en) et d'un officier de la Royal Air Force. Il quitte le Brighton College à 15 ans. Durant la Seconde Guerre mondiale, il n'est pas enrôlé du fait de son enregistrement comme objecteur de conscience. Il travaille alors comme gardien de marché avec d'autres quakers pacifistes. Dans son autobiographie, Jon Wynne-Tyson raconte sa relation avec son ami Noël Coward.
Il fonde la maison d'édition Centaur Press en 1954 dans sa maison du Sussex et se fait connaître comme éditeur indépendant jusqu'à la vente de cette maison en 1998. Outre des textes classiques illustrés, elle publie des livres sur le végétarisme, le droit des animaux et la philosophie. Il est lui-même auteur de plusieurs livres sur le sujet.
Un temps, Jon Wynne-Tyson se déclare roi de Redonda sous le nom de Juan II, John Gawsworth ayant fait de lui son successeur. Il abdique en 1997 en faveur de l'écrivain espagnol Javier Marías qui se proclame roi Xavier Ier.
Jon Wynne-Tyson apparaît dans l'émission britannique Arena (en) en 1998.

## Ouvrages principaux
Il s'agit ci-dessous des ouvrages originaux en anglais.
- Accommodation Wanted (Britannicvs Liber, 1951)
- Civilized Alternative: Pattern for Protest (Centaur Press, 1972) (ISBN 978-0900000805)
- Food for a Future: The Ecological Priority of a Humane Diet (HarperCollins, 1975) (ISBN 978-0706701425)
- Food for a Future: The Complete Case For Vegetarianism (Centaur Press, 1979) (ISBN 978-0900000973)
- So Say Banana Bird (Pythian, 1984) (ISBN 978-0946849000)
- The Extended Circle: A Dictionary of Humane Thought (Centaur Press, 1985, 2009) (ISBN 978-0900001215)
- Food for a Future: How World Hunger Could be Ended by the Twenty-first Century (Thorsons, 1988) (ISBN 978-0722514405)
- Marvellous Party (Open Gate Press, 1989) (ISBN 978-0714541785)
- Publishing Your Own Book (Centaur Press, 1989) (ISBN 978-0900001284)
- Anything Within Reason (Oakroyd Press, 1994) (ISBN 978-0951221013)
- Finding the Words: A Publishing Life (Michael Russell Publishing Ltd., 2004) (ISBN 978-0859552875)

## Source de la traduction
- (en) Cet article est partiellement ou en totalité issu de l’article de Wikipédia en anglais intitulé « Jon Wynne-Tyson » (voir la liste des auteurs).